# Tram STEL serie 44-49
Il tram STEL serie 44 ÷ 49, denominato anche tipo Desio, è un tipo di elettromotrice tranviaria interurbana che è stata impiegata su alcune linee del milanese come la Milano-Carate/Giussano, la Milano-Limbiate e la Milano-Monza.
Gli esemplari furono costruiti dalla Società Trazione Elettrica Lombarda (STEL) nel 1926 e da questa immatricolati nella serie 44 ÷ 49. Nel 1939 sono entrati a far parte del parco rotabili interurbani dell'Azienda Tranviaria Municipale (ATM) di Milano.

## Storia
Nel 1924, alla STEL fu concessa la possibilità di elettrificare la trazione del tronco Milano Maciachini-Desio della tranvia Milano-Carate/Giussano. Il volume di traffico della linea imponeva l'impiego di treni a forte composizione, per cui non erano utilizzabili le motrici interurbane a due motori, fino a quel momento acquistate dall'impresa tranviaria, le quali erano adatte a rimorchiare al massimo due vetture.
Fu quindi necessario progettare una nuova elettromotrice ad aderenza totale e a quattro motori, che fosse adatta a trainare fino a cinque rimorchi. Il nuovo modello riprese l'estetica delle casse delle tipo Abbiategrasso, ma con una sagoma più larga, fino a 2300 mm. Le sue casse erano inoltre semimetalliche, con due traverse laterali di legno chiodate al telaio.
In origine, le motrici dovettero essere bitensione: adatte ad essere alimentate sia a 600 volt, come nella rete urbana milanese, sia a 1200 volt, come era previsto per la rete interurbana. Tuttavia, la Milano-Desio fu elettrificata con lo stesso standard delle linee urbane e non ci fu alcun passaggio all'alta tensione, per cui ben presto vi fu la sostituzione dell'originario equipaggiamento di comando.
La costruzione delle motrici fu affidata alla Carminati & Toselli. Quattro entrarono in servizio nel 1926 sulla Milano-Desio appena elettrificata, mentre altri due esemplari furono destinati alla Milano-Monza. Questi ultimi, dovendo essere impiegati per servizi leggeri, furono dotati di un rapporto di trasmissione diverso da quello utilizzato per i primi quattro, per cui risultarono avere una velocità massima maggiore, 60 km/h, rispetto ai 35 km/h originari. In compenso ebbero una capacità di rimorchio inferiore, potendo trainare fino ad un massimo di due vetture. In virtù dell'assegnazione alla nuova Milano-Desio, le elettromotrici furono soprannominate con il nome della città dell'hinterland milanese.
Nel 1957 risulta che le motrici della serie 44 ÷ 47 erano assegnate al Deposito di Varedo, sulla Milano-Mombello, mentre la 48 e la 49 si trovavano al Deposito di Desio.
Nel 1972 le unità 46, 48 e 49 furono rimodernate. Dal punto di vista estetico furono eliminati i finestrini a cattedrale, coprendo la parte alta da una lamiera..
Negli anni ottanta, tutte le unità, ad eccezione della 45, furono revisionate, ricolorate dal 1985 in livrea arancio ministeriale con fascia nera sotto la finestratura e, infine, dotate a partire dal 1983 di pantografo in sostituzione del trolley originario.
L'impiego in servizio è terminato nel 1999, assieme allo spostamento dei capolinea delle linee per Limbiate e Desio. Nel corso del decennio seguente le motrici furono utilizzate per servizi turistici o per la manutenzione della linea nei periodi invernali. Nello stesso periodo furono ripristinati i finestrini a cattedrale alle unità che erano state rimodernate negli anni settanta.
Fino al 2011 la 46 era assegnata al Deposito di Varedo per l'operatività interna, ma in seguito al suo accantonamento è stata trasferita al Deposito di Desio, presso il quale si trova anche la 47; mentre le unità 44, 48 e 45 (quest'ultima è l'unica unità in livrea ATM dai colori verde oliva e verde vagone) si trovano al Deposito di Precotto. Al momento tutte le unità risultano non più funzionanti, alcune di esse versano addirittura in pessime condizioni (in particolare la 46 è risultata vittima nel febbraio 2022 di un devastante incendio).

## Caratteristiche tecniche

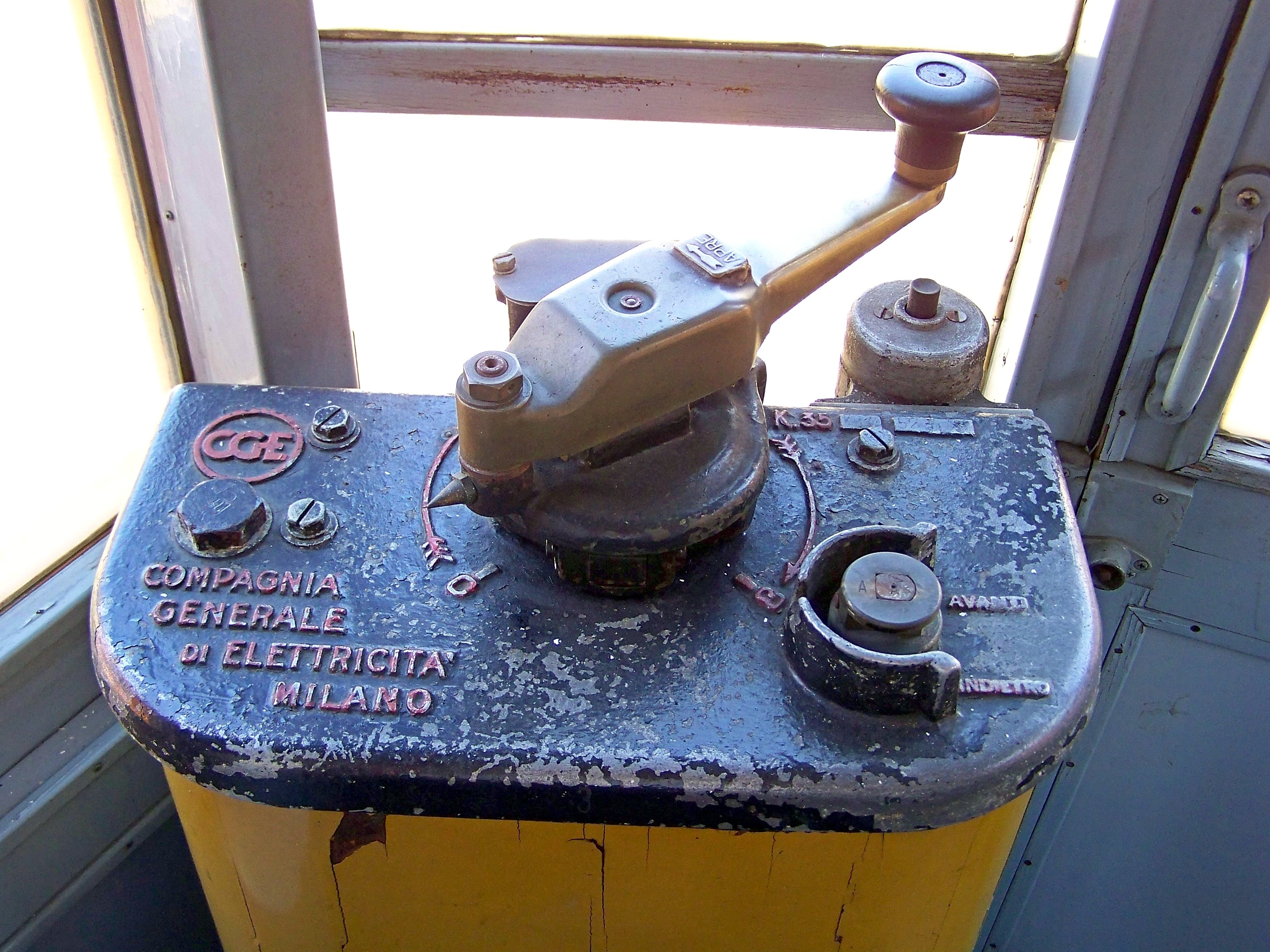
L'apparato di comando K35 della motrice 46

Il tram è un'elettromotrice bidirezionale ad aderenza totale.
La sua cassa ha un unico vestibolo centrale ed ha estremità poliedriche. In origine, era semimetallica con due grosse traverse laterali di 7 mm di spessore, le quali erano chiodate al telaio. Poggia infine sopra due carrelli Brill tipo MCB, di costruzione Carminati & Toselli e note alle maestranze ATM come carrelli tipo Desio. Internamente, i sedili erano disposti trasversalmente in file di uno e di due con un corridoio centrale.
Per quanto riguarda l'equipaggiamento di comando, al momento della stesura del progetto fu previsto che l'elettromotrice operasse a piena potenza sotto due diverse tensioni: quella a 600 volt della rete urbana e quella a 1200 volt della futura rete interurbana. Per questo motivo si previde l'esistenza di un interruttore principale a comando pneumatico e due controller di tipo "L" a contattori pneumatici, prodotti dalla Brown, Boveri & Cie. I contattori avrebbero avuto cinque posizioni di avviamento e di marcia in serie sia per i 1200 sia per i 600 volt. Una maniglia ausiliaria posta su ciascun controller avrebbe permesso la commutazione di tensione. In caso di errore umano, fu previsto un dispositivo di sicurezza, montato sull'Imperiale della motrice, in grado di aprire l'interruttore generale nel caso non fosse avvenuta la commutazione manuale da parte del manovratore.
Poiché la linea per Desio fu elettrificata a 600 volt, l'apparato della Brown Boveri fu sostituito dal K 35 kk, ad avviamento manuale.
I motori elettrici di trazione sono quattro, del tipo Dy 802 prodotti dalla Siemens, a 600 volt, ma isolati per 1200 V, con sospensione per il naso. Essi azionano la sala corrispondente mediante ingranaggi rigidi.
Le prime quattro unità (44 ÷ 47) ricevettero un rapporto di trasmissione 16/77. In questo modo furono adatte a trainare fino a 133 tonnellate e quindi treni a forte composizione con cinque vetture a rimorchio. Due unità (48 e 49) furono invece scelte per essere impiegate sui treni diretti della Milano-Monza: dovendo trainare solo 71 t, corrispondenti alla motrice e due rimorchiate, tenendo un'elevata velocità commerciale, furono dotate di un rapporto 24/69.